# Gambit letó
El gambit letó és una obertura d'escacs caracteritzada pels següents moviments:
1. e4 e5
2. Cf3 f5
L'obertura té l'aparença d'un gambit de rei amb els colors invertits. És una obertura agressiva però dubtosa per part de les negres que sovint porta a partides mogudes i amb posicions delicades. Paul van der Sterren, en el seu llibre Fundamental Chess Openings, escriu "Allò que cal per jugar el gambit letó amb un cert grau d'èxit és tenir bona vista per la tàctica i una mentalitat d'absoluta indiferència per a qualsevol cosa que la teoria digui sobre el tema".
No és massa comú de veure el gambit letó en partides presencials d'alt nivell, però en partides d'escacs per correspondència alguns jugadors en són devots.
El codi ECO pel gambit letó és C40 (Obertura de cavall de rei).
|  |

## Història
Originàriament, l'obertura era coneguda com a contra-gambit Greco, i alguns escriptors actuals encara s'hi refereixen com a tal. Aquest nom reconeixia el jugador italià Gioachino Greco (1600–34), qui va contribuir als inicis de la teoria de l'obertura. El nou nom gambit letó es va fer oficial en el congrés de la FIDE de 1937. El nom va ser un reconeixement als jugadors de Letònia, entre els quals destacava Karlis Betins, qui va analitzar l'obertura a començaments del segle xx.

## Tercer moviment de les blanques
S'han analitzat moltes respostes de les blanques. Les més importants són:

### 3.Cxe5
3.Cxe5 és la línia principal. Després de l'usual 3...Df6, les blanques trien entre 4.d4 d6 5.Cc4 fxe4 o la intermèdia 4.Cc4, que té l'avantatge de permetre les blanques d'obrir el centre amb d3, per exemple 4...fxe4 5.Cc3 Dg6?! 6.d3 exd3? 7.Axd3 Dxg2? i ara les blanques estan guanyant després de 8.Dh5+ Rd8 (o 8...g6 9.de5+ i 10.Ae4) 9.Ae4. La línia principal continua 5...Df7 6.Ce3! i les negres normalment responen 6...c6!?, quan les blanques poden o bé acceptar el sacrifici de peó amb 7.Cxe4 d5 8.Cg5 Df6 9.Cf3, o declinar-lo amb la més popular 7.d3 exd3 8.Axd3 d5 9.0-0. La darrera variant ha estat analitzada molt profundament; el GM britànic Anthony Kosten analitza una subvariant fins al moviment 32. Una línia discutida pel Mestre Internacional Jeremy Silman és 9...Ac5 10.Ca4 Ad6 11.c4 d4 12.Cc2 c5 13.b4 Ce7 14.Cxc5 Axc5 15.bxc5 Cbc6 16.Ab2 0–0 17.Cxd4 Cxd4 18.Axd4 Af5 19.Axf5 Cxf5 20.Ae3 Dxc4 21.Db3 Cxe3!? 22.fxe3 Txf1+ 23.Txf1 Dxb3 24.axb3 Tc8 25.Tf5 i ara 25...Td8 o 25...Tc6 donen al negre bones possibilitats de fer taules en aquest final amb peó de menys. Silman posteriorment indicà que 10.b4!! i ara 10...Axb4 11.Ccxd5 cxd5 12.Cxd5 o bé 10...Ad6 11.Te1! Ce7 12.Cexd5 cxd5 13.Cb5 dona gran avantatge a les blanques, i que la "vella i desacreditada" 9...Ad6 (més que 9...Ac5) podria ser la millor tria per les negres, tot i que insuficient per igualar.
També és possible l'excèntrica 3...Cc6?!, contra la qual John Nunn recomana 4.d4. Després de 4.d4, Kosten analitza 4...Df6!? 5.Cc3 Ab4 6.exf5! Cxe5 7.De2. En lloc de 4.d4, Kosten diu que les blanques poden acceptar la torre oferta amb 4.Dh5+ g6 5.Cxg6 Cf6 6.Dh3 hxg6 7.Dxh8 De7 (7...fxe4? 8.d4! és forta) 8.d3! (Stefan Bücker dona com a alternativa 8.Cc3! Cb4 9.d3 també guanyant) 8...fxe4 9.Ae3 d5 10.Ac5! Dxc5 11.Dxf6 Af5 12.dxe4 Cd4 13.exf5! Cxc2+ 14.Rd1 Cxa1 15.Ad3 Dd6 16.Te1+ Rd7 17.Df7+ Ae7 18.Te6 guanyant.

### 3.Ac4
3.Ac4 condueix a la potser més coneguda i analitzada línia del gambit, que comença amb 3...fxe4 4.Cxe5 Dg5 5.d4 Dxg2 6.Dh5+ g6 7.Af7+ Rd8 8.Axg6! Dxh1+ 9.Re2 Dxc1 (9...c6 és l'alternativa principal) 10.Cf7+ Re8 11.Cxh8+ hxg6 12.Dxg6+ Rd8 13.Cf7+ Re7 14.Cc3!
De tota manera, en comptes de 4...Dg5, "actualment els escaquistes prefereixen 4...d5", la variant Svedenborg. Segons els experts en el gambit Letó Kon Grivainis i John Elburg, les negres guanyen més sovint que les blanques en aquesta línia. Després de 4...d5 5.Dh5+ g6 6.Cxg6, les negres han de triar entre 6...Cf6 i 6...hxg6. 6...Cf6 sovint condueix, després de 7.De5+ Ae7 8.Ab5+! c6 9.Cxe7 Dxe7 10.Dxe7+ Rxe7 11.Ae2 (11.Af1!?), a un final en què les negres tenen un peó de menys, però una considerable compensació posicional. Més aguda és 6...hxg6, quan 7.Dxh8 Rf7 9.Dd4 Ae6 dona a les blanques gran avantatge material, però "la seva posició és tota l'estona a la vora del precipici", i la línia en conseqüència no té massa seguidors. Més sovint, les blanques juguen 7.Dxg6+ Rd7 8.Axd5 Cf6, que porta a un joc agut i poc clar.

### 3.Cc3
3.Cc3 és un moviment analitzat originalment pel Mestre Stasch Mlotkowski (1881–1943) el 1916 British Chess Magazine. Kosten dona dues respostes principals per les negres 3...Cf6 4.Ac4 (4.exf5 també seria possible) fxe4 5.Cxe5 d5 6.Cxd5! Cxd5 7.Dh5+ g6 8.Cxg6! hxg6! 9.Dxg6+ Rd7 10.Axd5 De7 11.Dxe4 Th4 12.Dxe7+ Axe7, arribant a un final en què les blanques tenen quatre peons a canvi d'una peça menor, i 4...fxe4 5.Cxe5 Df6, quan les blanques poden triar entre 6.Cc4! (transposant a la línia principal 3.Cxe5 Df6 4.Cc4 fxe4 6.Cc3), 6.d4, i 6.f4!? Les negres també poden fer 3...d6, quan 4.d4 transposa al gambit Philidor (1.e4 e5 2.Cf3 d6 3.d4 f5!?), que va ser jugat per Paul Morphy a mitjans del segle xix i encara es veu ocasionalment avui dia.

### 3.exf5
3.exf5 continua amb e4 4.Ce5 Cf6 5.Ae2 i és una línia recomanda per John L. Watson i Eric Schiller. 4.De2, 4.Cd4, i fins i tot 4.Cg1!? (que porta a una mena de gambit de rei amb els colors canviats) són també possibles.

### 3.d4
El moviment 3.d4 seguit de fxe4 4.Cxe5 Cf6 5.Ag5 d6 condueix, normalment, a joc agut. Les blanques solen sacrificar amb una peça amb 6.Cc3!? o 6.Cd2!?, però sembla que les negres tenen prou recursos contra ambdues jugades.